# Victor Belash
Victor Belash (Novospásovka, Ucrania, 1893 - Járkov, Ucrania, 24 de enero de 1938) fue uno de los líderes del Ejército Negro y de los Consejos de Insurgentes.

## Actividad política y militar
Comenzó su actividad política a temprana edad, y ya en 1908 participaba en actividades anarcocomunistas. Dejó su trabajo de campesino para trabajar como obrero en su aldea natal, donde lideraba y coordinaba las actividades partisanas. 
Al comenzar la Revolución Rusa, era el Secretario del grupo de anarquistas de su pueblo natal. En octubre de 1917 se convirtió en uno de los líderes de la insurrección de los bolcheviques en Tuapsé, donde fue el comandante de la escuadra roja.
De vuelta en Novospásovka, siguió al frente del grupo anarquista de su pueblo natal hasta que se fue a Guliái Pole junto a Majnó.
En invierno de 1918, Néstor Majnó le encargó la organización del Congreso de campesinos, obreros y combatientes de la región. Al Congreso, que se celebró del 3 al 4 de enero de 1919, acudieron unos cuarenta delegados y al término del mismo se eligió a Victor Belash Responsable del Estado Mayor del Ejército Negro y miembro del Consejo de Insurgentes.
Victor Belash fue un gran estratega militar, que elaboró todos los planes relativos al movimiento de tropas durante los 2 años de mayor esplendor del Ejército Negro.

## Líder del Ejército Negro
En agosto de 1921, Majnó abandonó Ucrania hacia Rumanía para ser atendido de sus heridas, algunas de las cuales llevaban cinco meses sin atenderse debidamente.
Con la salida de Majnó del país, se convirtió en comandante general del Ejército Negro. 
Cayó gravemente herido en la batalla de Známenka, en la que fue capturado por los bolcheviques el 23 de septiembre de 1921 y recluido en la prisión de Járkov. Fue juzgado y condenado a muerte, aunque se le ofrece el perdón a cambio de redactar unas memorias que sirvieran de confesión. Redactó la confesión relatando todas sus actividades pero protegiendo a los pocos compañeros que aún quedaban vivos. Algunos extractos de estas memorias fueron modificados por la censura y publicados en una revista soviética[¿cuál?] en 1928.

## Vida en Járkov
Continuó en prisión pero su condena a muerte se conmutó por una condena de veinte años de prisión, aunque fue liberado tras la amnistía de 1923. Siguió viviendo en Járkov, en la región de Kubán, donde trabajó como mecánico y en el periodo 1924-1930 organizó algunas huelgas.
Fue detenido en 1930 y nuevamente puesto en libertad en 1932.
Fue arrestado por la NKVD en diciembre de 1937, cuando las purgas estalinistas, y fusilado en 1938.
Victor Belach fue rehabilitado en abril de 1976 por falta de pruebas en su contra y su hijo Aleksandr (veterano de la II Guerra Mundial), consiguió recuperar las memorias de su padre, que publicó en 1993.

## Enlaces y Referencias
- Victor Fedorovich Belash
- Victor Belash aka Bilash

- Datos: Q4081541
- Multimedia: Viktor Bilash / Q4081541